# Discografia de Foo Fighters
A discografia de Foo Fighters, uma banda americana de rock alternativo formada em 1995 por Dave Grohl, é constituída por dez álbuns de estúdio, um álbum ao vivo, duas coletâneas musicais, três extended plays, quatro álbuns de vídeo, cinquenta e seis singles (incluindo treze singles promocionais) e cinquenta e cinco vídeos musicais. A formação atual dos Foo Fighters consiste em Grohl no vocal e guitarra, Nate Mendel no baixo, e os guitarristas Pat Smear e Chris Shiflett.
O auto-intitulado álbum de estreia lançado em 1995 alcançou o número vinte e três como melhor posição na Billboard 200 e foi certificado de platina nos Estados Unidos. Sucedeu-se The Colour and the Shape de 1997, que superou o seu antecessor, alcançando a décima posição e recebendo disco de platina na Austrália, Canadá e EUA. O single "Everlong" deste trabalho foi certificado de ouro nos Estados Unidos. There Is Nothing Left to Lose, lançado em 1999, também foi certificado disco de platina naquele país. "Learn to Fly" foi a primeira canção da banda à alcançar a primeira posição nas paradas da revista Billboard. Em 2002 foi lançado o quarto álbum, One by One, que alcançou a primeira posição na Alemanha, Austrália e Reino Unido.
Em 2003, a banda lança seu primeiro álbum de vídeo, intitulado Everywhere but Home, gravado em um concerto ao vivo filmado na turnê de One by One. O quinto disco da banda, In Your Honor, foi lançado em 2005. A canção "Best of You" teve o melhor desempenho comercial da carreira do grupo, ganhando certificado de platina pela Recording Industry Association of America (RIAA) e Music Canada. Um ano mais tarde, em 2006, é lançado Skin and Bones, gravado durante a turnê acústica In Your Honor Tour, que estreou na vigésima primeira posição da Billboard 200, vendendo cerca de 49 mil cópias em sua primeira semana.
Em 2007, Echoes, Silence, Patience & Grace marcou o sexto lançamento da banda e chegou a liderar as paradas da Austrália, Bélgica, Canadá e Reino Unido. O primeiro single do trabalho, "The Pretender", recebeu disco de platina no Canadá e de ouro nos EUA. O sétimo álbum do grupo, Wasting Light, foi lançado em 2011 e alcançou o primeiro lugar em doze países. O primeiro single do álbum, "Rope" detém o recorde de mais semanas consecutivas em primeiro na EUA Rock Songs. Os Foo Fighters já venderam mais de dez milhões de discos apenas nos Estados Unidos.

## Álbuns

### Álbuns de estúdio
| 1995                                                              | Foo Fighters - Lançado: 4 de julho de 1995 - Gravadora: Roswell/Capitol (#507735 2) - Formatos: CD, LP, Cassete          | 23 | 3 | 13 | 23 | — | —  | 21 | —  | 33 | —  | 22 | 2  | —  | 18 | 26 | 3  | - Platina - Ouro - Platina                                              |
| 1997                                                              | The Colour and the Shape - Lançado: 20 de maio de 1997 - Gravadora: Roswell/Capitol (#55832) - Formatos: CD, LP, Cassete | 10 | 5 | 19 | 7  | 8 | —  | 12 | 24 | 41 | —  | 39 | 10 | 20 | 10 | 50 | 3  | - Platina - Ouro - Platina - Platina                                    |
| 1999                                                              | There Is Nothing Left to Lose - Lançado: 2 de novembro de 1999 - Gravadora: RCA (#678922) - Formatos: CD, LP, Cassete    | 10 | 5 | 34 | 46 | 4 | —  | 25 | 62 | 23 | 49 | 59 | 12 | 8  | 7  | —  | 10 | - Platina - Ouro - 2× Platina - Platina                                 |
| 2002                                                              | One by One - Lançado: 22 de outubro de 2002 - Gravadora: RCA (#680082) - Formatos: CD, LP, DVD                           | 3  | 1 | 19 | 22 | 3 | 20 | 5  | 26 | 5  | 1  | 12 | 3  | 2  | 3  | 28 | 1  | - Platina - Platina - 2× Platina - Platina - Platina                    |
| 2005                                                              | In Your Honor - Lançado: 14 de junho de 2005 - Gravadora: RCA (#68038) - Formatos: CD, LP                                | 2  | 1 | 5  | 3  | 3 | 5  | 1  | 21 | 4  | 2  | 9  | 1  | 2  | 1  | 7  | 2  | - Platina - 2× Platina - 3× Platina - 3× Platina - Platina - 2× Platina |
| 2007                                                              | Echoes, Silence, Patience & Grace - Lançado: 25 de setembro de 2007 - Gravadora: RCA (#711516) - Formatos: CD, LP        | 3  | 1 | 4  | 1  | 1 | 11 | 7  | 24 | 3  | 2  | 6  | 1  | 3  | 9  | 2  | 1  | - Platina - 2× Platina - 2× Platina - Ouro - Platina                    |
| 2011                                                              | Wasting Light - Lançado: 12 de abril de 2011 - Gravadora: RCA - Formato: CD, LP, download                                | 1  | 1 | 1  | 1  | 1 | 3  | 1  | 18 | 1  | 3  | 2  | 1  | 1  | 1  | 1  | 1  | - Platina - 2× Platina - Platina - Platina - Ouro - Ouro - Platina      |
| 2014                                                              | Sonic Highways - Lançado: 10 de novembro de 2014 - Gravadora: RCA - Formato: CD, LP, download                            | 2  | 1 | 3  | 4  | 3 | 4  | 5  | 18 | 2  | 5  | 2  | 2  | 3  | 5  | 2  | 2  | - Ouro - Platina - Ouro - Ouro - Platina                                |
| 2017                                                              | Concrete and Gold - Lançado: 15 de Setembro de 2017 - Gravadora: RCA - Formato: CD, LP, download                         | 1  | 1 | 1  | 4  | 1 | 2  | 3  | 7  | 2  | 1  | 1  | 1  | 1  | 2  | 1  | 1  | - Platina - Ouro - Ouro                                                 |
| 2021                                                              | Medicine at Midnight - Lançado: 5 de fevereiro de 2021 - Gravadora: RCA - Formatos: CD, LP, download digital             | 3  | 1 | 1  | —  | 3 | 6  | 2  | 16 | 1  | 1  | 1  | 1  | 4  | 2  | 1  | 1  |                                                                         |
| "—" denota álbuns lançados que não entraram nas paradas musicais. | |    |   |    |    |   |    |    |    |    |    |    |    |    |    |    |    |                                                                         |

### Álbuns ao vivo
| 2006                                                              | Skin and Bones - Lançado: 7 de novembro de 2006 - Gravadora: RCA (#377594) - Formato: CD/DVD | 21 | 11 | 30 | 37 | 67 | 33 | 51 | 40 | 1 | 35 | 35 | - Ouro - Ouro |
| "—" denota álbuns lançados que não entraram nas paradas musicais. |                                                                                              |    |    |    |    |    |    |    |    |   |    |    |               |

### Álbuns de vídeo
| 2003                                                              | Everywhere but Home - Lançado: 25 de novembro de 2003 - Gravadora: Roswell/RCA (#566509) - Formato: DVD            | —  | — | - Ouro - 3× Platina |
| 2006                                                              | Skin and Bones - Lançado: 7 de novembro de 2006 - Gravadora: RCA (#88697024519) - Formato: DVD                     | 21 | 3 | - 2× Platina        |
| 2006                                                              | Skin and Bones & Live in Hyde Park - Lançado: 7 de novembro de 2006 - Gravadora: RCA (#88697032399) - Formato: DVD | —  | — | - 3× Platina        |
| 2008                                                              | Live at Wembley Stadium - Lançado: 25 de agosto de 2008 - Gravadora: RCA (#377594) - Formato: DVD, Blu-Ray         | 18 | 1 | - 2× Platina        |
| 2011                                                              | Back and Forth - Lançado: Junho de 2011 - Gravadora: Columbia Records - Formato: DVD, Blu-Ray                      | 1  | 3 | - Ouro - Platina    |
| "—" denota álbuns lançados que não entraram nas paradas musicais. | |    |   |                     |

### Coletâneas
| 2009                                                              | Greatest Hits - Released: 3 de novembro de 2009 - Label: RCA Records - Format: CD | 11 | 1 | 10 | 3 | 6 | 23 | 23 | — | 8 | 6 | 9  | 1 | 7 | 24 | 16 | 4   | - 2× Platina - Ouro - Platina |
| 2011                                                              | Medium Rare - Released: 16 de abril de 2011 - Label: RCA Records - Format: CD, LP | —  | — | —  | — | — | —  | —  | — | — | — | 51 | — | — | —  | —  | 164 |                               |
| "—" denota álbuns lançados que não entraram nas paradas musicais. |                                                                                   |    |   |    |   |   |    |    |   |   |   |    |   |   |    |    |     |                               |

### EPs
| Ano  | Detalhes do álbum                                                                                 |
| ---- | ------------------------------------------------------------------------------------------------- |
| 2005 | Five Songs and a Cover - Lançado: 20 de novembro de 2005 - Gravadora: RCA (#345008) - Formato: CD |
| 2008 | Let It Die - Lançado: 24 de junho de 2008 - Gravadora: RCA - Formato: Download                    |
| 2015 | Saint Cecilia - Lançado: 23 de novembro de 2015 - Gravadora: RCA - Formato: Download              |

## Singles

### 1995–2000
| Ano                                                                           | Single                 | Melhores posições nas paradas | Melhores posições nas paradas | Melhores posições nas paradas | Melhores posições nas paradas | Melhores posições nas paradas | Melhores posições nas paradas | Melhores posições nas paradas | Melhores posições nas paradas | Melhores posições nas paradas | Melhores posições nas paradas | Melhores posições nas paradas | Melhores posições nas paradas | Melhores posições nas paradas | Certificações | Álbum                         |
| Ano                                                                           | Single                 | EUA                           | EUA Air                       | EUA Alt                       | EUA Main                      | EUA Adult                     | AUS                           | CAN                           | CAN Alt                       | IRL                           | HOL                           | NZ                            | SUE                           | RU                            | Certificações | Álbum                         |
| ----------------------------------------------------------------------------- | ---------------------- | ----------------------------- | ----------------------------- | ----------------------------- | ----------------------------- | ----------------------------- | ----------------------------- | ----------------------------- | ----------------------------- | ----------------------------- | ----------------------------- | ----------------------------- | ----------------------------- | ----------------------------- | ------------- | ----------------------------- |
| 1995                                                                          | "This Is a Call"       | —                             | 35                            | 2                             | 6                             | —                             | 9                             | 35                            | 1                             | 16                            | 32                            | 11                            | —                             | 5                             |               | Foo Fighters                  |
| 1995                                                                          | "I'll Stick Around"    | —                             | 51                            | 8                             | 12                            | —                             | 61                            | —                             | 2                             | —                             | —                             | —                             | —                             | 18                            |               | Foo Fighters                  |
| 1995                                                                          | "For All the Cows"     | —                             | —                             | —                             | —                             | —                             | 69                            | —                             | —                             | —                             | —                             | —                             | —                             | 28                            |               | Foo Fighters                  |
| 1996                                                                          | "Big Me"               | —                             | 13                            | 3                             | 18                            | 23                            | 65                            | 16                            | 4                             | 27                            | —                             | —                             | —                             | 19                            |               | Foo Fighters                  |
| 1997                                                                          | "Monkey Wrench"        | —                             | 58                            | 9                             | 9                             | —                             | 17                            | 37                            | 3                             | —                             | —                             | —                             | —                             | 12                            |               | The Colour and the Shape      |
| 1997                                                                          | "Everlong"             | —                             | 42                            | 3                             | 4                             | —                             | 45                            | —                             | 5                             | —                             | —                             | 34                            | —                             | 18                            | - Ouro        | The Colour and the Shape      |
| 1998                                                                          | "My Hero"              | —                             | 59                            | 6                             | 8                             | —                             | 74                            | —                             | —                             | —                             | —                             | —                             | —                             | 21                            |               | The Colour and the Shape      |
| 1998                                                                          | "Walking After You"[I] | —                             | —                             | 12                            | —                             | 35                            | 67                            | —                             | —                             | —                             | —                             | 48                            | —                             | 20                            |               | The X-Files: The Album        |
| 1999                                                                          | "Learn to Fly"         | 19                            | 13                            | 1                             | 2                             | 15                            | 36                            | 13                            | 1                             | —                             | 72                            | 23                            | 52                            | 21                            | - Ouro - Ouro | There Is Nothing Left to Lose |
| 2000                                                                          | "Stacked Actors"[II]   | —                             | —                             | 25                            | 9                             | —                             | 82                            | —                             | —                             | —                             | —                             | —                             | —                             | —                             |               | There Is Nothing Left to Lose |
| 2000                                                                          | "Generator"[III]       | —                             | —                             | —                             | —                             | —                             | 31                            | —                             | —                             | —                             | —                             | —                             | —                             | 151                           |               | There Is Nothing Left to Lose |
| 2000                                                                          | "Breakout"             | —                             | —                             | 8                             | 11                            | —                             | 59                            | —                             | 15                            | —                             | 48                            | —                             | —                             | 29                            |               | There Is Nothing Left to Lose |
| 2000                                                                          | "Next Year"            | —                             | —                             | 17                            | —                             | 40                            | 85                            | —                             | 12                            | —                             | 92                            | —                             | —                             | 42                            |               | There Is Nothing Left to Lose |
| "—" denotam singles que não entraram nas paradas musicais do respectivo país. |                        |                               |                               |                               |                               |                               |                               |                               |                               |                               |                               |                               |                               |                               |               |                               |

- I^ " A versão original de "Walking After You" aparece no álbum The Colour and the Shape. No entanto, a versão que apareceu na trilha de  X-Files que foi lançada como single foi uma  re-gravação.
- II^  "Stacked Actors" foi lançado apenas na Austrália como single de edição limitada.
- III^  "Generator" foi lançado apenas na Austrália como single de edição limitada.

### 2001–2010
| Ano                                                                           | Single                                        | Melhores posições nas paradas | Melhores posições nas paradas | Melhores posições nas paradas | Melhores posições nas paradas | Melhores posições nas paradas | Melhores posições nas paradas | Melhores posições nas paradas | Melhores posições nas paradas | Melhores posições nas paradas | Melhores posições nas paradas | Melhores posições nas paradas | Melhores posições nas paradas | Melhores posições nas paradas | Melhores posições nas paradas | Certificações           | Álbum                             |
| Ano                                                                           | Single                                        | EUA                           | EUA Air                       | EUA Alt                       | EUA Main                      | EUA Rock                      | AUS                           | BEL                           | CAN                           | IRL                           | HOL                           | NZ                            | NOR                           | SUE                           | RU                            | Certificações           | Álbum                             |
| ----------------------------------------------------------------------------- | --------------------------------------------- | ----------------------------- | ----------------------------- | ----------------------------- | ----------------------------- | ----------------------------- | ----------------------------- | ----------------------------- | ----------------------------- | ----------------------------- | ----------------------------- | ----------------------------- | ----------------------------- | ----------------------------- | ----------------------------- | ----------------------- | --------------------------------- |
| 2002                                                                          | "The One"[IV]                                 | — [A]                         | —                             | 14                            | 20                            | —                             | 21                            | —                             | —                             | —                             | —                             | —                             | —                             | —                             | 77                            |                         | Orange County: The Soundtrack     |
| 2002                                                                          | "All My Life"                                 | 43                            | 41                            | 1                             | 3                             | —                             | 20                            | —                             | —                             | 14                            | 95                            | 46                            | 13                            | 37                            | 5                             |                         | One by One                        |
| 2003                                                                          | "Times Like These"                            | 65                            | 64                            | 5                             | 5                             | —                             | 22                            | —                             | —                             | 27                            | 90                            | —                             | —                             | —                             | 12                            | - Ouro                  | One by One                        |
| 2003                                                                          | "Low"                                         | —                             | —                             | 15                            | 23                            | —                             | 40                            | —                             | 30                            | 44                            | 100                           | —                             | —                             | —                             | 21                            |                         | One by One                        |
| 2003                                                                          | "Have It All"                                 | —                             | —                             | —                             | —                             | —                             | 71                            | —                             | —                             | —                             | —                             | —                             | —                             | —                             | 37                            |                         | One by One                        |
| 2005                                                                          | "Best of You"                                 | 18                            | 46                            | 1                             | 1                             | —                             | 5                             | 3                             | —                             | 20                            | 94                            | 38                            | —                             | 41                            | 4                             | - Platina - Platina     | In Your Honor                     |
| 2005                                                                          | "DOA"                                         | 68                            | 67                            | 1                             | 5                             | —                             | 39                            | —                             | —                             | 40                            | 86                            | 34                            | —                             | —                             | 25                            | - Ouro                  | In Your Honor                     |
| 2005                                                                          | "Resolve"                                     | —                             | —                             | —                             | —                             | —                             | —                             | —                             | —                             | —                             | 82                            | 39                            | —                             | —                             | 32                            |                         | In Your Honor                     |
| 2006                                                                          | "No Way Back"/"Cold Day in the Sun"           | —                             | —                             | 2                             | 6                             | —                             | —                             | —                             | —                             | —                             | —                             | —                             | —                             | —                             | 64                            |                         | In Your Honor                     |
| 2007                                                                          | "The Pretender"                               | 37                            | 59                            | 1                             | 1                             | —                             | 10                            | 26                            | 15                            | 11                            | 39                            | 9                             | 3                             | 11                            | 8                             | - Ouro - Ouro - Platina | Echoes, Silence, Patience & Grace |
| 2007                                                                          | "Long Road to Ruin"                           | 89                            | 69                            | 1                             | 2                             | —                             | 38                            | 6 [C]                         | 42                            | —                             | —                             | 21                            | —                             | 23                            | 35                            |                         | Echoes, Silence, Patience & Grace |
| 2008                                                                          | "Let It Die"[VI]                              | — [B]                         | —                             | 1                             | 5                             | —                             | —                             | —                             | 58                            | —                             | —                             | —                             | —                             | —                             | —                             |                         | Echoes, Silence, Patience & Grace |
| 2008                                                                          | "Cheer Up, Boys (Your Make Up Is Running)"[V] | —                             | —                             | —                             | —                             | —                             | —                             | —                             | —                             | —                             | —                             | —                             | —                             | —                             | 194                           |                         | Echoes, Silence, Patience & Grace |
| 2009                                                                          | "Wheels"                                      | 72                            | 71                            | 3                             | 4                             | 1                             | 21                            | 19                            | 22                            | 38                            | 45                            | 13                            | —                             | 24                            | 22                            |                         | Greatest Hits                     |
| "—" denotam singles que não entraram nas paradas musicais do respectivo país. |                                               |                               |                               |                               |                               |                               |                               |                               |                               |                               |                               |                               |                               |                               |                               |                         |                                   |

- IV^  "The One" foi lançado apenas na Australia mas foi disponibilizado por importação para os EUA e Reino Unido.
- V ^  "Cheer Up, Boys (Your Make Up Is Running)" foi lançado como download apenas no Reino Unido.
- VI ^  "Let It Die" foi lançado apenas por download digital.

- A ↑  "The One" não entrou na Billboard Hot 100, mas atingiu o pico no Bubbling Under Hot 100 Singles no número 21.[62]
- B ↑  "Let It Die" não entrou na Billboard Hot 100 mas sim na Bubbling Under Hot 100 Singles no número 6.[62]
- c ↑  "Something from Nothing" não entrou na Billboard Hot 100 mas sim na Bubbling Under Hot 100 Singles no número 1.[62]

### 2011–2020
| Ano                                                                           | Single                      | Melhores posições nas paradas | Melhores posições nas paradas | Melhores posições nas paradas | Melhores posições nas paradas | Melhores posições nas paradas | Melhores posições nas paradas | Melhores posições nas paradas | Melhores posições nas paradas | Melhores posições nas paradas | Melhores posições nas paradas | Melhores posições nas paradas | Melhores posições nas paradas | Melhores posições nas paradas | Melhores posições nas paradas | Melhores posições nas paradas | Melhores posições nas paradas | Certificações | Álbum                |
| Ano                                                                           | Single                      | EUA                           | EUA Air                       | EUA Alt                       | EUA Main                      | EUA Rock                      | AUS                           | AUT                           | BEL                           | CAN                           | CAN Alt                       | CAN Rock                      | HOL                           | NZ                            | PRT                           | RU                            | RU Rock                       | Certificações | Álbum                |
| ----------------------------------------------------------------------------- | --------------------------- | ----------------------------- | ----------------------------- | ----------------------------- | ----------------------------- | ----------------------------- | ----------------------------- | ----------------------------- | ----------------------------- | ----------------------------- | ----------------------------- | ----------------------------- | ----------------------------- | ----------------------------- | ----------------------------- | ----------------------------- | ----------------------------- | ------------- | -------------------- |
| 2011                                                                          | "Rope"[VI]                  | 68                            | 58                            | 1                             | 1                             | 1                             | 55                            | 51                            | 7 [C]                         | 41                            | 1                             | 1                             | 31                            | —                             | 29                            | 22                            | —                             |               | Wasting Light        |
| 2011                                                                          | "Walk"                      | 83                            | 61                            | 1                             | 1                             | 1                             | 57                            | 49                            | 25                            | 49                            | 2                             | 2                             | 58                            | 38                            | —                             | 57                            | 1                             |               | Wasting Light        |
| 2011                                                                          | "Arlandria"                 | —                             | —                             | —                             | —                             | —                             | —                             | —                             | —                             | —                             | —                             | —                             | —                             | —                             | —                             | 79                            | 1                             |               | Wasting Light        |
| 2011                                                                          | "These Days"                | — [C]                         | 94                            | 2                             | 3                             | 2                             | 60                            | —                             | 10                            | 63                            | 1                             | 1                             | —                             | —                             | —                             | 192                           | 4                             | - Ouro        | Wasting Light        |
| 2012                                                                          | "Bridge Burning"            | —                             | —                             | 25                            | 14                            | 22                            | —                             | —                             | —                             | 75                            | —                             | —                             | —                             | —                             | —                             | —                             | —                             |               | Wasting Light        |
| 2014                                                                          | "Something from Nothing"    | —[C]                          | 84                            | 1                             | 1                             | 1                             | 53                            | 75                            | 19                            | 63                            | —                             | 1                             | 57                            | 32                            | 45                            | 73                            | 1                             |               | Sonic Highways       |
| 2014                                                                          | "Congregation"              | —                             | —                             | 5                             | 1                             | 1                             | —                             | 73                            | 12                            | —                             | —                             | 1                             | —                             | —                             | 38                            | —                             | 4                             |               | Sonic Highways       |
| 2015                                                                          | "Outside"                   | —                             | —                             | 11                            | 7                             | 7                             | —                             | —                             | 21                            | —                             | —                             | 4                             | —                             | —                             | —                             | —                             | 35                            |               | Sonic Highways       |
| 2015                                                                          | "Saint Cecilia"             | —                             | —                             | 12                            | 3                             | 6                             | —                             | —                             | 32                            | —                             | —                             | 2                             | —                             | —                             | —                             | —                             | 12                            |               | Saint Cecilia EP     |
| 2017                                                                          | "Run"                       | —                             | —                             | 9                             | 1                             | 3                             | 53                            | —                             | 9                             | 76                            | —                             | 2                             | 23                            | —                             | 85                            | 64                            | 1                             |               | Concrete and Gold    |
| 2017                                                                          | "The Sky Is a Neighborhood" | —                             | —                             | —                             | —                             | —                             | —                             | —                             | —                             | —                             | —                             | —                             | —                             | —                             | —                             | —                             | 1                             |               | Concrete and Gold    |
| 2018                                                                          | "The Line"                  | —                             | —                             | —                             | —                             | —                             | —                             | —                             | —                             | —                             | —                             | —                             | —                             | —                             | —                             | —                             | —                             |               | Concrete and Gold    |
| 2020                                                                          | "Shame Shame"               | —                             | —                             | —                             | —                             | —                             | —                             | —                             | —                             | —                             | —                             | —                             | —                             | —                             | —                             | —                             | —                             |               | Medicine at Midnight |
| "—" denotam singles que não entraram nas paradas musicais do respectivo país. |                             |                               |                               |                               |                               |                               |                               |                               |                               |                               |                               |                               |                               |                               |                               |                               |                               |               |                      |

- VI ↑  "Rope" foi lançado em edição limitada de vinil
- C ↑  "These Days" não entrou na Billboard Hot 100 mas entrou na Bubbling Under Hot 100 Singles em número 11.[62]

### 2021–atualmente
| Ano  | Single             | Melhores posições nas paradas | Melhores posições nas paradas | Melhores posições nas paradas | Melhores posições nas paradas | Melhores posições nas paradas | Melhores posições nas paradas | Melhores posições nas paradas | Melhores posições nas paradas | Melhores posições nas paradas | Melhores posições nas paradas | Melhores posições nas paradas | Melhores posições nas paradas | Melhores posições nas paradas | Melhores posições nas paradas | Melhores posições nas paradas | Melhores posições nas paradas | Certificações | Álbum                |
| Ano  | Single             | EUA                           | EUA Air                       | EUA Alt                       | EUA Main                      | EUA Rock                      | AUS                           | AUT                           | BEL                           | CAN                           | CAN Alt                       | CAN Rock                      | HOL                           | NZ                            | PRT                           | RU                            | RU Rock                       | Certificações | Álbum                |
| ---- | ------------------ | ----------------------------- | ----------------------------- | ----------------------------- | ----------------------------- | ----------------------------- | ----------------------------- | ----------------------------- | ----------------------------- | ----------------------------- | ----------------------------- | ----------------------------- | ----------------------------- | ----------------------------- | ----------------------------- | ----------------------------- | ----------------------------- | ------------- | -------------------- |
| 2021 | "No Son of Mine"   | —                             | —                             | —                             | —                             | —                             | —                             | —                             | —                             | —                             | —                             | —                             | —                             | —                             | —                             | —                             | —                             |               | Medicine at Midnight |
| 2021 | "Waiting on a War" | —                             | —                             | —                             | —                             | —                             | —                             | —                             | —                             | —                             | —                             | —                             | —                             | —                             | —                             | —                             | —                             |               | Medicine at Midnight |

### Singlespromocionais
| Ano  | Single                                 | Melhores posições nas paradas | Melhores posições nas paradas | Melhores posições nas paradas | Melhores posições nas paradas | Melhores posições nas paradas | Melhores posições nas paradas | Melhores posições nas paradas | Melhores posições nas paradas | Álbum                             |
| Ano  | Single                                 | EUA Alt                       | EUA Main                      | EUA Adult                     | CAN                           | CAN Alt                       | CAN Rock                      | RU                            | RU Rock                       | Álbum                             |
| ---- | -------------------------------------- | ----------------------------- | ----------------------------- | ----------------------------- | ----------------------------- | ----------------------------- | ----------------------------- | ----------------------------- | ----------------------------- | --------------------------------- |
| 1995 | "Exhausted"                            | —                             | —                             | —                             | —                             | —                             | —                             | —                             | —                             | Foo Fighters                      |
| 1996 | "Alone+Easy Target"                    | —                             | —                             | —                             | —                             | —                             | —                             | —                             | —                             | Foo Fighters                      |
| 1998 | "Baker Street"                         | —                             | 34                            | —                             | —                             | —                             | —                             | —                             | —                             | Singles sem álbum                 |
| 2003 | "Darling Nikki"                        | 15                            | —                             | —                             | —                             | —                             | —                             | —                             | —                             | Singles sem álbum                 |
| 2006 | "Miracle"                              | —                             | —                             | 39                            | —                             | —                             | —                             | —                             | —                             | In Your Honor                     |
| 2006 | "Virginia Moon"                        | —                             | —                             | —                             | —                             | —                             | —                             | —                             | —                             | In Your Honor                     |
| 2008 | "Keep the Car Running"                 | —                             | —                             | —                             | 96                            | —                             | —                             | —                             | —                             | "Let It Die"                      |
| 2008 | "Summer's End"                         | —                             | —                             | —                             | —                             | —                             | —                             | —                             | —                             | Echoes, Silence, Patience & Grace |
| 2010 | "Word Forward"                         | —                             | —                             | —                             | —                             | —                             | —                             | 109                           | —                             | Greatest Hits                     |
| 2011 | "White Limo"                           | —                             | —                             | —                             | —                             | —                             | —                             | —                             | 29                            | Wasting Light                     |
| 2012 | "Back & Forth"                         | —                             | —                             | —                             | —                             | —                             | —                             | —                             | —                             | Wasting Light                     |
| 2014 | "The Feast and the Famine"             | —                             | —                             | —                             | —                             | —                             | —                             | —                             | —                             | Sonic Highways                    |
| 2014 | ""What Did I Do? / God as My Witness"" | —                             | —                             | —                             | —                             | —                             | —                             | —                             | —                             | Sonic Highways                    |
| 2020 | "Run Rudolph Run"                      | —                             | —                             | —                             | —                             | —                             | —                             | —                             | —                             | Amazon Music Holiday Plays        |

## Videoclipes
| Ano  | Canção              | Diretor                         |
| ---- | ------------------- | ------------------------------- |
| 1995 | "I'll Stick Around" | Gerald Casale                   |
| 1996 | "Big Me"            | Jesse Peretz                    |
| 1997 | "Monkey Wrench"     | Dave Grohl                      |
| 1997 | "Everlong"          | Michel Gondry                   |
| 1998 | "My Hero"           | Dave Grohl                      |
| 1998 | "Walking After You" | Matthew Rolston                 |
| 1999 | "Learn to Fly"      | Jesse Peretz                    |
| 2000 | "Breakout"          | The Malloys                     |
| 2000 | "Generator"         |                                 |
| 2000 | "Next Year"         | Phil Harder                     |
| 2002 | "The One"           | Jesse Peretz                    |
| 2002 | "All My Life"       | Jonathan Dayton e Valerie Faris |
| 2002 | "Walking a Line"    |                                 |
| 2002 | "Times Like These"  | Liam Lynch                      |
| 2004 | "Low"               | Jesse Peretz                    |
| 2005 | "Best of You"       | Mark Pellington                 |
| 2005 | "DOA"               | Mike Palmieri                   |
| 2005 | "Resolve"           | Mike Palmieri                   |
| 2006 | "No Way Back"       | Mike Palmieri                   |
| 2007 | "The Pretender"     | Sam Brown                       |
| 2007 | "Long Road to Ruin" | Jesse Peretz                    |
| 2009 | "Wheels"            | Sam Brown                       |

| 2011 | "White Limo"                       | Dave Grohl                  |
| 2011 | "Rope"                             | Dave Grohl                  |
| 2011 | "Bridge Burning" *                 | Will Doyle & Richard Peete  |
| 2011 | "Rope" *                           | Djay Brawner                |
| 2011 | "Dear Rosemary" *                  | Karl Richter                |
| 2011 | "White Limo" *                     | Randy Scott Slavin          |
| 2011 | "Arlandria" *                      | Nicholas Spaventa           |
| 2011 | "These Days" *                     | Jay Hollinsworth            |
| 2011 | "Back & Forth" *                   | Justin Staggs               |
| 2011 | "A Matter of Time" *               | Genie Wiggins               |
| 2011 | "Miss the Misery" *                | Pete Levin                  |
| 2011 | "I Should Have Known" *            | Daniel Fickle               |
| 2011 | "Walk" *                           | Phil Hodges                 |
| 2011 | "Walk"                             | Sam Jones                   |
| 2011 | "Hot Buns"                         | Dave Grohl                  |
| 2012 | "These Days"                       | Wayne Isham                 |
| 2014 | "Something From Nothing"           | Dave Grohl                  |
| 2014 | "The Feast and the Famine"         | Dave Grohl                  |
| 2014 | "In the Clear"                     | Dave Grohl                  |
| 2015 | "Congregation"                     | Dave Grohl                  |
| 2015 | "What Did I Do?/God as My Witness" | Dave Grohl                  |
| 2015 | "Outside"                          | Dave Grohl                  |
| 2015 | "Subterrean"                       | Dave Grohl                  |
| 2015 | "I Am a River"                     | Dave Grohl                  |
| 2017 | "Run"                              | Dave Grohl                  |
| 2017 | "The Sky is a Neighborhood"        | Dave Grohl                  |
| 2020 | "Shame Shame"                      | Paola Kudacki               |
| 2021 | "Waiting on a War"                 | Paola Kudacki               |
| 2021 | "No Son of Mine"                   | Danny Clinch e Emlyn Davies |
| * Videos foram encomendados e pagos por Foo Fighters e RCA Records. Diretores foram escolhidos a partir de um concurso nacional. |                                    |                             |

## Trilhas sonoras
| Ano  | Canção                                         | Álbum                                                         |
| ---- | ---------------------------------------------- | ------------------------------------------------------------- |
| 1996 | "Alone + Easy Target"                          | Big Shiny Tunes                                               |
| 1996 | "This Is a Call"                               | Triple J Hottest 100 Volume 3                                 |
| 1996 | "Down in the Park"                             | Songs in the Key of X: Music from and Inspired by the X-Files |
| 1997 | "This Is a Call" (ao vivo)                     | Tibetan Freedom Concert                                       |
| 1997 | "Dear Lover"                                   | Scream 2: Music from the Dimension Motion Picture             |
| 1998 | "Baker Street"                                 | Come Again / Essential Interpretations                        |
| 1998 | "A320"                                         | Godzilla                                                      |
| 1998 | "Walking After You"                            | The X-Files: The Album                                        |
| 1998 | "Friend of a Friend" (ao vivo)                 | Melody Maker: Steve Lamacq's Bootleg Session                  |
| 1998 | "My Hero"                                      | Big Shiny Tunes 3                                             |
| 1998 | "Monkey Wrench"                                | Triple J Hottest 100 Volume 5                                 |
| 1999 | "My Hero"                                      | Varsity Blues                                                 |
| 1999 | "I'll Stick Around"                            | MTV: The First 1000 Years: Rock                               |
| 2000 | "Have a Cigar" (com Brian May)                 | Music from and Inspired by Mission: Impossible II             |
| 2000 | "Breakout"                                     | Me, Myself & Irene                                            |
| 2000 | "Everlong" (ao vivo)                           | Cold: Live at the Chapel                                      |
| 2000 | "My Hero" (Worcester Firefighters Tribute mix) | WAAF Survive This!                                            |
| 2000 | "My Hero" (ao vivo)                            | Live X6 Walk Unafraid                                         |
| 2000 | "Learn to Fly"                                 | Triple J Hottest 100 Volume 7                                 |
| 2001 | "Generator"                                    | Triple J Hottest 100 Volume 8                                 |
| 2001 | "Win or Lose"                                  | Music from the Motion Picture Out Cold                        |
| 2001 | "The One"                                      | Orange County: The Soundtrack                                 |
| 2002 | "All My Life"                                  | Triple J Hottest 100 Volume 10                                |
| 2002 | "Generator"                                    | Big Day Out Disrespective                                     |
| 2002 | "The One"                                      | Big Day Out 03                                                |
| 2004 | "Gas Chamber"                                  | Rock Against Bush, Vol. 2                                     |
| 2006 | "DOA" (ao vivo)                                | Radio 1's Live Lounge                                         |
| 2007 | "Band on the Run"                              | Radio 1: Established 1967                                     |
| 2007 | "Razor"                                        | Catch and Release                                             |
| 2007 | "Times Like These" (ao vivo)                   | Live Earth - The Concerts for a Climate in Crisis             |
| 2007 | "Times Like These" (ao vivo)                   | Radio 1's Live Lounge – Volume 2                              |